# 샤이아 러버프
샤이아 러버프(영어: Shia LaBeouf, 1986년 6월 11일 ~ )는 미국의 배우이다. 2003년 《홀스》에 출연한 것을 시작으로 영화계에 진출했으며, 블록버스터 영화 《트랜스포머》에서 주인공 샘 윗위키 역을 맡았다. 2005년 판타지 영화 《콘스탄틴》에서는 키아누 리브스가 맡았던 주인공 존 콘스탄틴의 조수 채드 역을 연기했다.

## 출연 작품
- 아이,로봇(2004)
- 콘스탄틴 (2005) - 채즈 크레이머 역
- 디스터비아 (2007) - 케일 역
- 트랜스포머 (2007) - 샘 윗위키 역
- 인디아나 존스: 크리스탈 해골의 왕국 (2008)
- 트랜스포머: 패자의 역습 (2009) - 샘 윗위키 역
- 뉴욕 아이 러브 유 (2009)
- 트랜스포머 3 (2011) - 샘 윗위키 역
- 찰리 컨트리맨 (2013)
- 님포매니악 (2013)
- 퓨리 (2014)
- 보리 vs 매켄로 (2017)
- 아메리칸 허니: 방황하는 별의 노래 (2017)
- 허니 보이 (2019) - 제임스 역
- 피넛 버터 팔콘 (2019) - 타일러 역
- 그녀의 조각들 (2020) - 숀 역
- 파드레 피오 (2022) - 비오 신부 역
- 헨리 존슨 (2025)
- 메갈로폴리스 (미정)

## 기타
2012년 8월 18일 인터뷰에 의하면 트랜스포머 실사영화 시리즈 연기에서는 고통 이었다고 언급을 하였다.